# 俄罗斯河
俄罗斯河（俄語：Река Русская）是滨海边疆区符拉迪沃斯托克城区俄罗斯岛的河流，源起俄罗斯山，长5公里，流域面积18平方公里，注入阿穆尔湾，河宽从0.4米到2米不等，最宽达8米，河岸较高，涨潮时河口处会海水倒灌。

## 引用
1. ↑  . Turizm25.ru.   [2024-01-07]. （原始内容存档于2024-01-07）.